# 新静岡インターチェンジ

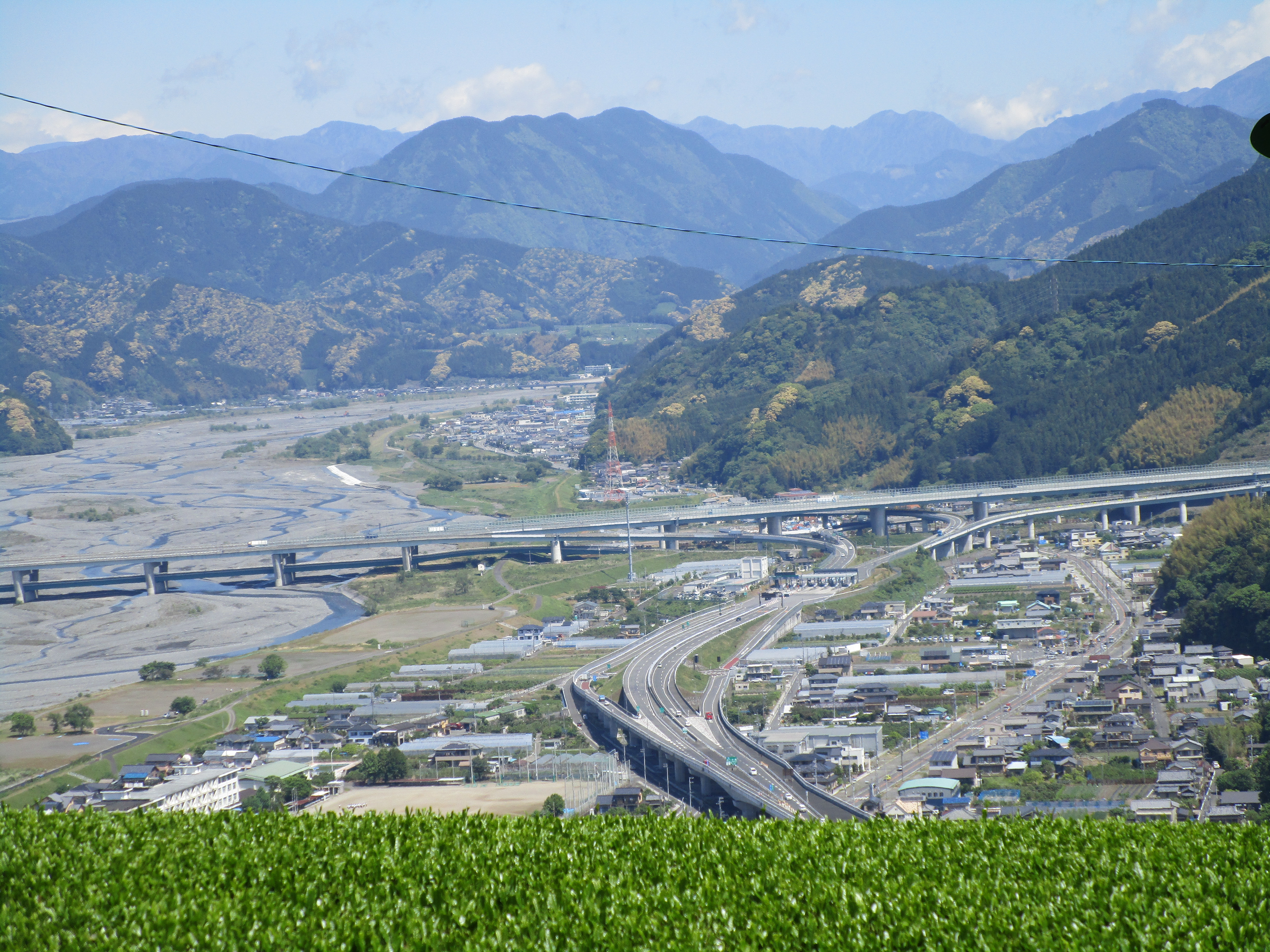
賤機山より望む。2017年5月撮影

新静岡インターチェンジ（しんしずおかインターチェンジ）は、静岡県静岡市葵区下にある新東名高速道路のインターチェンジである。
地域高規格道路である県道74号静岡南北道路（自動車専用道路、無料）に接続されており、同道路の下インターチェンジ（しもインターチェンジ）と一体化している。

## 歴史
- 2011年（平成23年）8月26日：当ICの名称が「静岡IC（仮称）」から「新静岡IC」に正式決定[1][2]。
- 2012年（平成24年）4月14日：御殿場JCT - 三ヶ日JCT間開通に伴い、供用開始[3]。

## 周辺
- 静岡市立門屋学校給食センター（旧：静岡市立北部学校給食センター）
- JA静岡市 しづはた支店
- 静岡市立賤機中学校
- 静岡県警察高速道路交通警察隊 新静岡分駐隊（料金所側近）

## 接続する道路
- 直接接続
  - 静岡県道27号井川湖御幸線
  - 静岡県道74号山脇大谷線（静岡南北道路）

## 料金所
- ブース数：7

### 入口
- ブース数：3
  - ETC専用：1
  - ETC/一般：1
  - 一般：1

### 出口
- ブース数：4
  - ETC専用：2
  - ETC/一般（精算機）：1
  - 一般（精算機）：1

## 隣
E1A 新東名高速道路
(8)新清水IC - 清水PA - (9)新清水JCT - (10)新静岡IC - (10-1)静岡SA/SIC - (11)藤枝岡部IC
静岡南北道路
新静岡IC - 下IC - 豊地IC